# 本鄉三丁目站
本鄉三丁目站（日语：／ Hongō-sanchōme eki */?）是位於日本東京都文京區本鄉二丁目，屬於東京地下鐵、東京都交通局（都營地下鐵）的鐵路車站。

## 概要
此站有東京地下鐵的丸之內線、都營地下鐵大江戶線停靠。車站編號為丸之內線的M 21、大江戶線的E 08。
兩公司之間沒有地下通道連通，需至地面轉乘。因此兩線正在研擬設置連絡通道。現階段兩線間轉乘在鄰站春日站（後樂園站）較為便利。

## 歷史
- 1954年（昭和29年）1月20日：丸之內線車站在本鄉三丁目（當時）開業。第一代站房是鋼筋混凝土興建的平屋建築物。
- 1965年（昭和40年）4月1日：實施住居表示（日语：住居表示），車站所在地從本鄉三丁目變更為本鄉二丁目。
- 2000年（平成12年）12月12日：都營地下鐵大江戶線車站開業。
- 2002年（平成14年）：完成丸之內線站區入口的改善工程（站舍改建）[2][3]。
- 2004年（平成16年）4月1日：營團地下鐵民營化，丸之內線站區由東京地下鐵接手經營。

## 車站構造

### 東京地下鐵
設有相對式月台2面2線的地下車站。站房為兩層樓建築，剪票口位於地面層，二個月台中央附近有電動扶梯、樓梯、電梯等。月台距離地面不算深。2006年設置月台門。
2002年改建時，站房屋頂採用如洋蔥皮的拱型桁架。電梯與電扶梯也在該時期設置。廁所在地面1樓剪票口內。

#### 月台配置
| 月台 | 路線     | 目的地                     |
| ---- | -------- | -------------------------- |
| 1    | 丸之內線 | 東京、銀座、新宿、荻窪方向 |
| 2    | 丸之內線 | 後樂園、池袋方向           |

（來源：東京地下鐵:構內圖 （页面存档备份，存于））

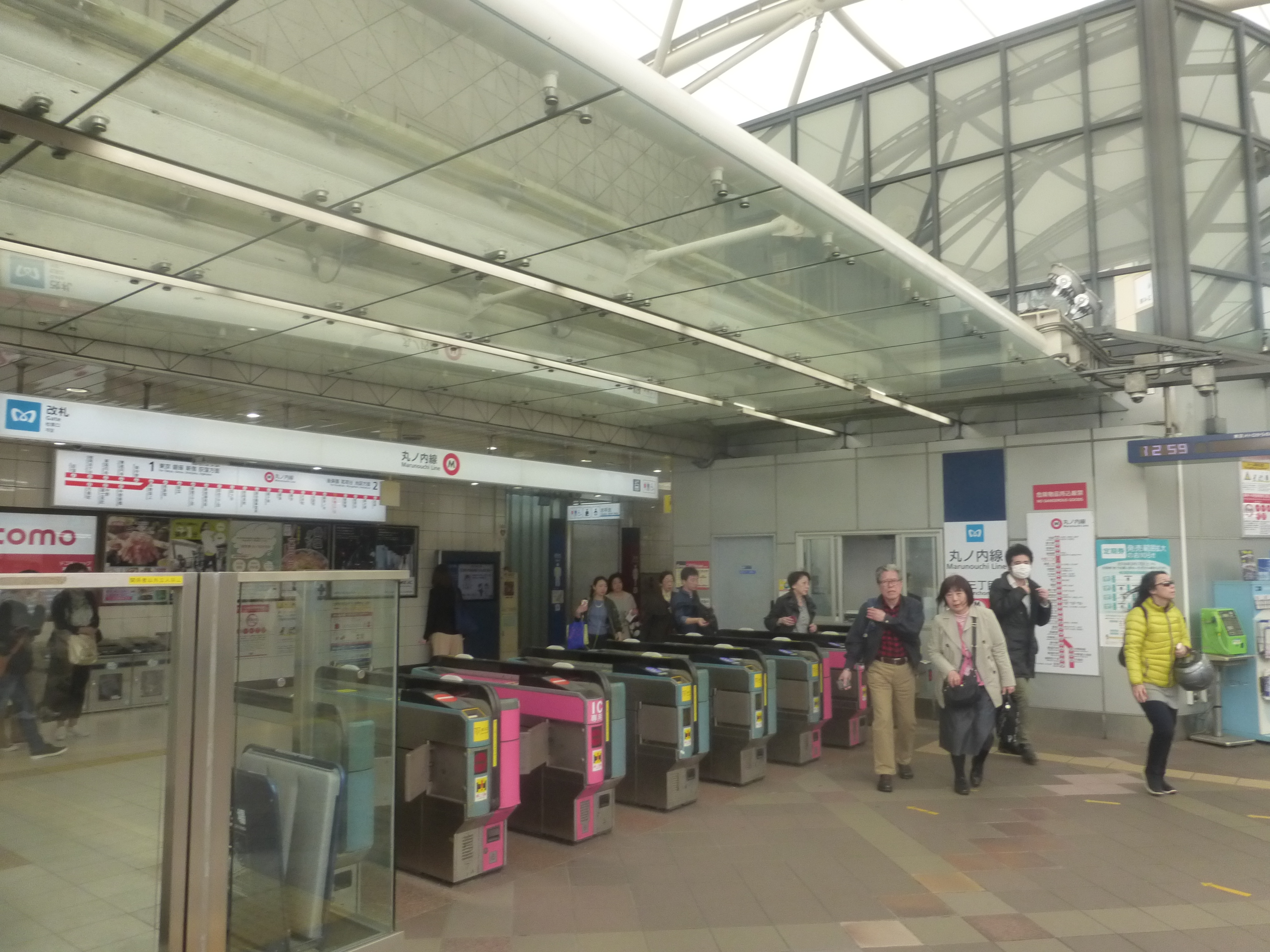
丸之內線閘口（2018年3月）

### 東京都交通局
設有島式月台1面2線的地下車站。改札口只設於春日側，月台上有兩座電動扶梯及樓梯，電梯位於月台中央。
站房、剪票口位於地下，並有數個地面出口，路線較為複雜。

#### 月台配置
| 月台 | 路線     | 目的地                       |
| ---- | -------- | ---------------------------- |
| 1    | 大江戶線 | 飯田橋、新宿西口、都廳前方向 |
| 2    | 大江戶線 | 上野御徒町、兩國、大門方向   |

（來源：都營地下鐵:車站構內圖 （页面存档备份，存于））

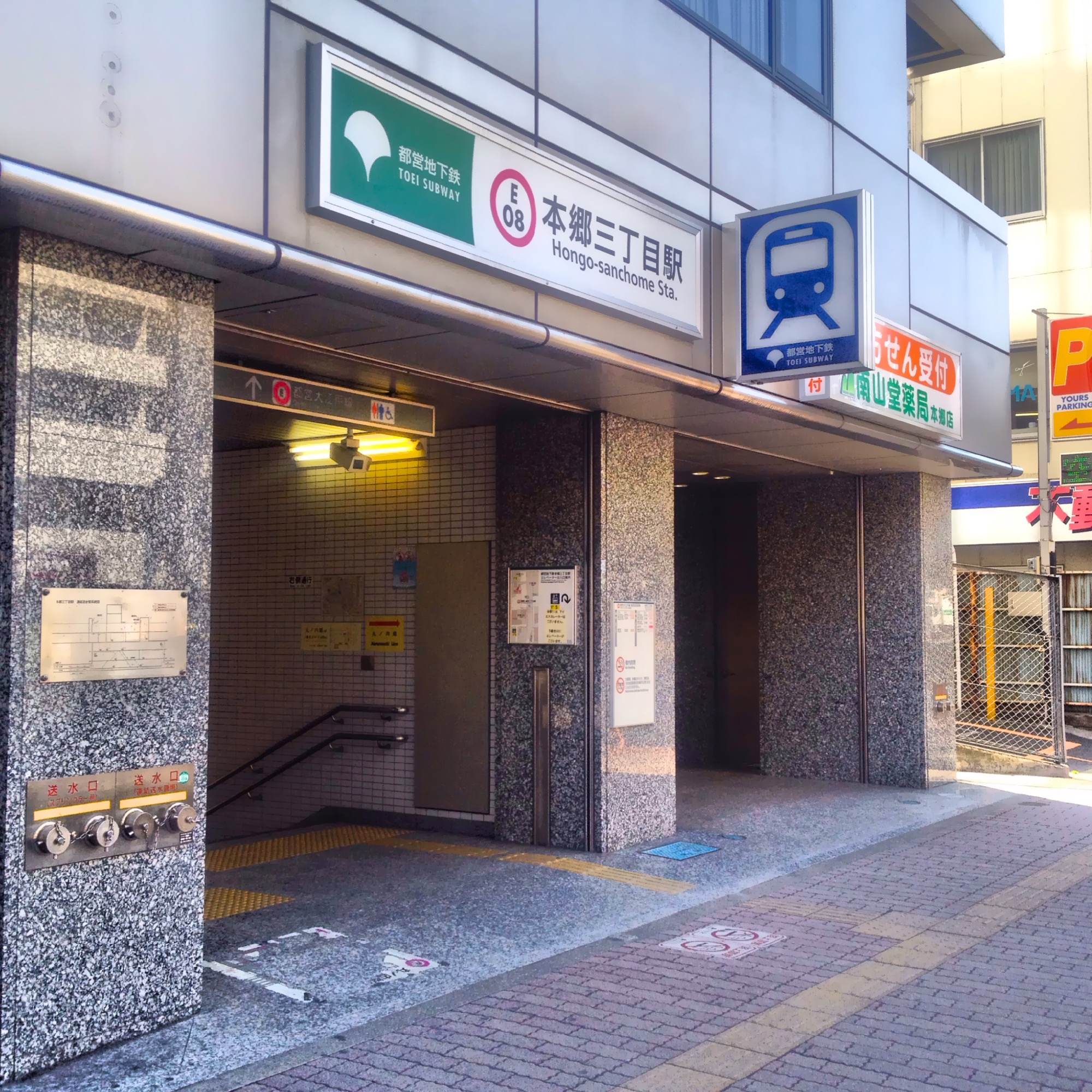
大江戶線本鄉三丁目站3號出入口（2018年3月）
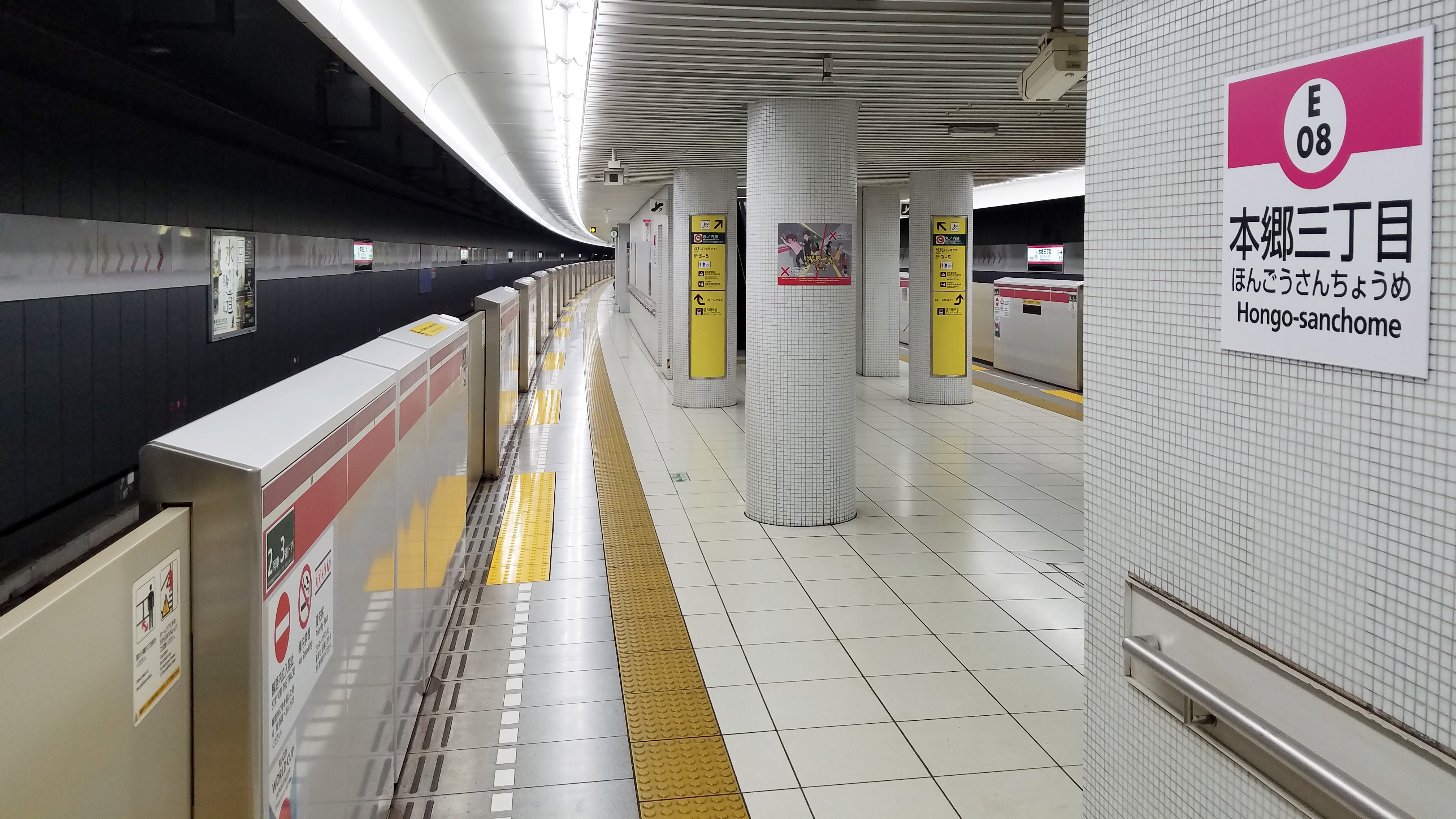
大江戶線月台（2019年3月）

## 利用狀況
- 東京地下鐵 - 2017年度1日平均上下車人次為57,024人[利用客数 1]。
東京地下鐵全部130個車站當中排行72位。
- 都營地下鐵 - 2017年度1日平均上下車人次為21,554人（上車人次10,620人、下車人次10,934人）[利用客数 2]。
開業當初的上車人次約為13,000人。

各年度1日平均上下車、上車人次如下表。
| 年度               | 營團 / 東京地下鐵  | 營團 / 東京地下鐵 | 都營地下鐵         | 都營地下鐵 |
| 年度               | 1日平均 上下車人次 | 增長率            | 1日平均 上下車人次 | 增長率     |
| ------------------ | ------------------ | ----------------- | ------------------ | ---------- |
| 1967年（昭和42年） | 38,203             |                   | 未開業             | 未開業     |
| 1968年（昭和43年） | 42,820             | 12.1%             | 未開業             | 未開業     |
| 1969年（昭和44年） | 43,301             | 1.1%              | 未開業             | 未開業     |
| 1970年（昭和45年） | 46,083             | 6.4%              | 未開業             | 未開業     |
| 1971年（昭和46年） | 50,302             | 9.2%              | 未開業             | 未開業     |
| 1972年（昭和47年） | 47,390             | −5.8%             | 未開業             | 未開業     |
| 1973年（昭和48年） | 45,729             | −3.5%             | 未開業             | 未開業     |
| 1974年（昭和49年） | 45,375             | −0.8%             | 未開業             | 未開業     |
| 1975年（昭和50年） | 45,328             | −0.1%             | 未開業             | 未開業     |
| 1976年（昭和51年） | 45,360             | 0.1%              | 未開業             | 未開業     |
| 1977年（昭和52年） | 46,424             | 2.3%              | 未開業             | 未開業     |
| 1978年（昭和53年） | 44,069             | −5.1%             | 未開業             | 未開業     |
| 1979年（昭和54年） | 44,169             | 0.2%              | 未開業             | 未開業     |
| 1980年（昭和55年） | 45,488             | 3.0%              | 未開業             | 未開業     |
| 1981年（昭和56年） | 46,921             | 3.2%              | 未開業             | 未開業     |
| 1982年（昭和57年） | 47,858             | 2.0%              | 未開業             | 未開業     |
| 1983年（昭和58年） | 47,093             | −1.6%             | 未開業             | 未開業     |
| 1984年（昭和59年） | 48,439             | 2.9%              | 未開業             | 未開業     |
| 1985年（昭和60年） | 50,003             | 3.2%              | 未開業             | 未開業     |
| 1986年（昭和61年） | 51,531             | 3.1%              | 未開業             | 未開業     |
| 1987年（昭和62年） | 52,332             | 1.6%              | 未開業             | 未開業     |
| 1988年（昭和63年） | 54,407             | 4.0%              | 未開業             | 未開業     |
| 1989年（平成元年） | 55,512             | 2.0%              | 未開業             | 未開業     |
| 1990年（平成02年） | 58,172             | 4.8%              | 未開業             | 未開業     |
| 1991年（平成03年） | 60,987             | 4.8%              | 未開業             | 未開業     |
| 1992年（平成04年） | 62,607             | 2.7%              | 未開業             | 未開業     |
| 1993年（平成05年） | 62,125             | −0.8%             | 未開業             | 未開業     |
| 1994年（平成06年） | 62,752             | 1.0%              | 未開業             | 未開業     |
| 1995年（平成07年） | 62,216             | −0.9%             | 未開業             | 未開業     |
| 1996年（平成08年） | 60,339             | −3.0%             | 未開業             | 未開業     |
| 1997年（平成09年） | 57,815             | −4.2%             | 未開業             | 未開業     |
| 1998年（平成10年） | 57,016             | −1.4%             | 未開業             | 未開業     |
| 1999年（平成11年） | 56,498             | −0.9%             | 未開業             | 未開業     |
| 2000年（平成12年） | 54,492             | −3.6%             | 10,620             |            |
| 2001年（平成13年） | 51,082             | −6.3%             |                    |            |
| 2002年（平成14年） | 51,375             | 0.6%              | 14,725             |            |
| 2003年（平成15年） | 51,847             | 0.9%              | 15,322             | 4.1%       |
| 2004年（平成16年） | 50,074             | −3.4%             | 15,473             | 1.0%       |
| 2005年（平成17年） | 49,905             | −0.3%             | 16,412             | 6.1%       |
| 2006年（平成18年） | 49,626             | −0.6%             | 17,272             | 5.2%       |
| 2007年（平成19年） | 52,024             | 4.8%              | 18,476             | 7.0%       |
| 2008年（平成20年） | 51,424             | −1.2%             | 18,740             | 1.4%       |
| 2009年（平成21年） | 50,897             | −1.0%             | 18,640             | −0.5%      |
| 2010年（平成22年） | 49,771             | −2.2%             | 18,476             | −0.9%      |
| 2011年（平成23年） | 47,819             | −3.9%             | 17,685             | −4.3%      |
| 2012年（平成24年） | 48,958             | 2.4%              | 18,183             | 2.8%       |
| 2013年（平成25年） | 50,454             | 3.1%              | 18,820             | 3.5%       |
| 2014年（平成26年） | 51,404             | 1.9%              | 19,282             | 2.5%       |
| 2015年（平成27年） | 53,702             | 4.5%              | 20,245             | 5.0%       |
| 2016年（平成28年） | 55,848             | 4.0%              | 20,914             | 3.3%       |
| 2017年（平成29年） | 57,024             | 2.1%              | 21,554             | 3.1%       |

### 各年度1日平均上車人次（1956年－2000年）
各年度1日平均上車人次數如下表。
| 年度               | 營團   | 都營地下鐵 | 來源              |
| ------------------ | ------ | ---------- | ----------------- |
| 1956年（昭和31年） | 4,644  | 未開業     | [ 東京都統計 1 ]  |
| 1957年（昭和32年） | 6,426  | 未開業     | [ 東京都統計 2 ]  |
| 1958年（昭和33年） | 8,204  | 未開業     | [ 東京都統計 3 ]  |
| 1959年（昭和34年） | 11,671 | 未開業     | [ 東京都統計 4 ]  |
| 1960年（昭和35年） | 11,405 | 未開業     | [ 東京都統計 5 ]  |
| 1961年（昭和36年） | 13,337 | 未開業     | [ 東京都統計 6 ]  |
| 1962年（昭和37年） | 13,499 | 未開業     | [ 東京都統計 7 ]  |
| 1963年（昭和38年） | 15,640 | 未開業     | [ 東京都統計 8 ]  |
| 1964年（昭和39年） | 17,771 | 未開業     | [ 東京都統計 9 ]  |
| 1965年（昭和40年） | 17,651 | 未開業     | [ 東京都統計 10 ] |
| 1966年（昭和41年） | 18,203 | 未開業     | [ 東京都統計 11 ] |
| 1967年（昭和42年） | 18,817 | 未開業     | [ 東京都統計 12 ] |
| 1968年（昭和43年） | 21,275 | 未開業     | [ 東京都統計 13 ] |
| 1969年（昭和44年） | 21,568 | 未開業     | [ 東京都統計 14 ] |
| 1970年（昭和45年） | 22,674 | 未開業     | [ 東京都統計 15 ] |
| 1971年（昭和46年） | 25,087 | 未開業     | [ 東京都統計 16 ] |
| 1972年（昭和47年） | 22,961 | 未開業     | [ 東京都統計 17 ] |
| 1973年（昭和48年） | 22,422 | 未開業     | [ 東京都統計 18 ] |
| 1974年（昭和49年） | 22,526 | 未開業     | [ 東京都統計 19 ] |
| 1975年（昭和50年） | 22,289 | 未開業     | [ 東京都統計 20 ] |
| 1976年（昭和51年） | 22,225 | 未開業     | [ 東京都統計 21 ] |
| 1977年（昭和52年） | 22,639 | 未開業     | [ 東京都統計 22 ] |
| 1978年（昭和53年） | 21,594 | 未開業     | [ 東京都統計 23 ] |
| 1979年（昭和54年） | 21,678 | 未開業     | [ 東京都統計 24 ] |
| 1980年（昭和55年） | 22,151 | 未開業     | [ 東京都統計 25 ] |
| 1981年（昭和56年） | 22,759 | 未開業     | [ 東京都統計 26 ] |
| 1982年（昭和57年） | 22,686 | 未開業     | [ 東京都統計 27 ] |
| 1983年（昭和58年） | 22,592 | 未開業     | [ 東京都統計 28 ] |
| 1984年（昭和59年） | 23,746 | 未開業     | [ 東京都統計 29 ] |
| 1985年（昭和60年） | 24,118 | 未開業     | [ 東京都統計 30 ] |
| 1986年（昭和61年） | 25,169 | 未開業     | [ 東京都統計 31 ] |
| 1987年（昭和62年） | 25,548 | 未開業     | [ 東京都統計 32 ] |
| 1988年（昭和63年） | 26,445 | 未開業     | [ 東京都統計 33 ] |
| 1989年（平成元年） | 27,473 | 未開業     | [ 東京都統計 34 ] |
| 1990年（平成02年） | 28,559 | 未開業     | [ 東京都統計 35 ] |
| 1991年（平成03年） | 29,973 | 未開業     | [ 東京都統計 36 ] |
| 1992年（平成04年） | 30,645 | 未開業     | [ 東京都統計 37 ] |
| 1993年（平成05年） | 30,512 | 未開業     | [ 東京都統計 38 ] |
| 1994年（平成06年） | 30,403 | 未開業     | [ 東京都統計 39 ] |
| 1995年（平成07年） | 30,590 | 未開業     | [ 東京都統計 40 ] |
| 1996年（平成08年） | 29,548 | 未開業     | [ 東京都統計 41 ] |
| 1997年（平成09年） | 28,700 | 未開業     | [ 東京都統計 42 ] |
| 1998年（平成10年） | 28,300 | 未開業     | [ 東京都統計 43 ] |
| 1999年（平成11年） | 28,114 | 未開業     | [ 東京都統計 44 ] |
| 2000年（平成12年） | 27,093 | 4,990      | [ 東京都統計 45 ] |

### 各年度1日平均上車人次（2001年以後）
| 年度               | 營團 / 東京地下鐵 | 都營地下鐵 | 來源              |
| ------------------ | ----------------- | ---------- | ----------------- |
| 2001年（平成13年） | 25,453            | 5,890      | [ 東京都統計 46 ] |
| 2002年（平成14年） | 25,453            | 6,767      | [ 東京都統計 47 ] |
| 2003年（平成15年） | 25,699            | 7,292      | [ 東京都統計 48 ] |
| 2004年（平成16年） | 25,189            | 7,392      | [ 東京都統計 49 ] |
| 2005年（平成17年） | 24,921            | 7,844      | [ 東京都統計 50 ] |
| 2006年（平成18年） | 24,778            | 8,249      | [ 東京都統計 51 ] |
| 2007年（平成19年） | 25,937            | 8,904      | [ 東京都統計 52 ] |
| 2008年（平成20年） | 25,679            | 9,127      | [ 東京都統計 53 ] |
| 2009年（平成21年） | 25,452            | 9,144      | [ 東京都統計 54 ] |
| 2010年（平成22年） | 24,849            | 9,078      | [ 東京都統計 55 ] |
| 2011年（平成23年） | 23,975            | 8,701      | [ 東京都統計 56 ] |
| 2012年（平成24年） | 24,286            | 8,926      | [ 東京都統計 57 ] |
| 2013年（平成25年） | 25,099            | 9,282      | [ 東京都統計 58 ] |
| 2014年（平成26年） | 25,597            | 9,582      | [ 東京都統計 59 ] |
| 2015年（平成27年） | 26,732            | 10,017     | [ 東京都統計 60 ] |
| 2016年（平成28年） | 27,811            | 10,333     | [ 東京都統計 61 ] |
| 2017年（平成29年） |                   | 10,620     |                   |

備註
1. ↑  2000年12月12日開業。開業日から翌年3月31日までの計110日間を集計したデータ。

## 車站周邊
本站以本鄉通及春日通兩條幹道交點本鄉三丁目交差點為中心。附近為辦公商區及多所學校。另還可見歷史悠久的商店與旅館。
若要前往東京大學的著名地標赤門，本站比南北線東大前站更近。
北方
- 國道17號（本鄉通）
  - 本鄉三丁目交差點向南北走的幹線道路。往北為駒込方向。
- 東京大學本鄉校區
  - 本鄉通往北可至赤門。
  - 大江戶線站內的出口導覽，最接近東京大學的出口是「本鄉7丁目」，但其他出口也列出「東京大學」，是因為前者的出口沒有行人步道，只有一條狹窄的道路，較為危險。
  - 南北線東大前站開業以前，本站是東京大學的最近站。
- 法真寺；樋口一葉資料館
  - 本鄉通赤門對面住宅區內。

東方
- 春日通（東京都道453號本鄉龜戶線）
  - 本鄉三丁目交差點的東西向幹道。往東為御徒町站方向。
- 本富士警察署（日语：本富士警察署）
- 本鄉消防署
  - 屋頂有望樓（櫓）。
- 文京區湯島地域活動中心
- 湯島天滿宮
  - 本鄉三丁目交差點向東前進，在切通坂的北側。是座供奉學問之神菅原道真的神社。內庭有座梅園，初春的二月至三月舉行梅祭。
- 日本基督教團本鄉中央教會（日语：本郷中央教会）
- 關電工（日语：関電工）湯島大樓

南方
- 國道17號（本鄉通）
  - 向南為秋葉原站、御茶之水站方向。
- 兼康（日语：かねやす）
  - 位於本鄉三丁目交差點，是間從江戶時期已營業的雜貨店。
- 本鄉三郵便局
- 三菱日聯日本信販股份本店
- 文京區立湯島圖書館
- 日本足球協會大樓（日语：日本サッカー協会ビル）（JFA HOUSE）
  - 日本足球協會(JFA)
  - 2002 FIFA世界杯紀念日本足球博物館
- 東京都水道局（日语：東京都水道局）本鄉給水所公苑（日语：本郷給水所公苑）及東京都水道歷史館（日语：東京都水道歴史館）
- Tokyo wonder site本鄉（日语：トーキョーワンダーサイト）
- 順天堂大學本鄉校區及順天堂大學醫學部附屬順天堂醫院

西方
- 春日通（國道254號）
  - 向西前進是小石川後樂園、東京巨蛋方向。
- 文京區立真砂中央圖書館
  - 文京故鄉歷史館（日语：文京ふるさと歴史館）
- 東京都水道歷史館（日语：東京都水道歴史館）
- 文京區立本鄉小學校（日语：文京区立本郷小学校）
- 文京區立本鄉台中學校（日语：文京区立本郷台中学校）
- 東洋學園大學（日语：東洋学園大学）本鄉校區
- 本鄉四郵便局
- 本鄉一郵便局
- 機山館飯店

## 路線巴士
本鄉三丁目站前
- 春日通上
  - 都02系統：往錦糸町站／往大塚站
  - 上69系統：往上野公園／往小瀧橋車庫
- 本鄉通上
  - 東43系統：往荒川土手／往東京站丸之內北口
  - 茶51系統：往駒込站南口／往御茶之水站、秋葉原站

### 車站命名
本站開業時是位於本鄉三丁目，因而得名。但月台東端部份屬弓町二丁目範圍，西端部份屬本鄉二丁目範圍。其後1965年實施住居表示，包括本站所在的範圍均改稱為本鄉二丁目。

## 相鄰車站
東京地下鐵
 丸之內線
御茶之水（M 20）－本鄉三丁目（M 21）－後樂園（M 22）
東京都交通局（都營地下鐵）
 大江戶線
春日（E 07）－本鄉三丁目（E 08）－上野御徒町（E 09）

### 來源
地下鐵1日平均使用人數
1. ↑  各駅の乗降人員ランキング （页面存档备份，存于） - 東京メトロ
2. ↑  各駅乗降人員一覧 （页面存档备份，存于） - 東京都交通局

地下鐵統計資料
1. 1 2

東京都統計年鑑
1. ↑  昭和31年PDF - 16ページ
2. ↑  昭和32年PDF - 16ページ
3. ↑  昭和33年PDF - 16ページ
4. ↑  .   [2019-01-06]. （原始内容存档于2016-03-05）.
5. ↑  .   [2019-01-06]. （原始内容存档于2016-03-05）.
6. ↑  .   [2019-01-06]. （原始内容存档于2015-06-29）.
7. ↑  .   [2019-01-06]. （原始内容存档于2015-06-29）.
8. ↑  .   [2019-01-06]. （原始内容存档于2015-06-29）.
9. ↑  .   [2019-01-06]. （原始内容存档于2015-06-29）.
10. ↑  .   [2019-01-06]. （原始内容存档于2016-03-05）.
11. ↑  .   [2019-01-06]. （原始内容存档于2016-03-05）.
12. ↑  .   [2019-01-06]. （原始内容存档于2016-03-05）.
13. ↑  .   [2019-01-06]. （原始内容存档于2016-03-05）.
14. ↑  .   [2019-01-06]. （原始内容存档于2016-03-05）.
15. ↑  .   [2019-01-06]. （原始内容存档于2016-03-05）.
16. ↑  .   [2019-01-06]. （原始内容存档于2015-06-29）.
17. ↑  .   [2019-01-06]. （原始内容存档于2015-06-29）.
18. ↑  .   [2019-01-06]. （原始内容存档于2015-06-29）.
19. ↑  .   [2019-01-06]. （原始内容存档于2016-03-05）.
20. ↑  .   [2019-01-06]. （原始内容存档于2016-06-02）.
21. ↑  .   [2019-01-06]. （原始内容存档于2015-06-29）.
22. ↑  .   [2019-01-06]. （原始内容存档于2016-03-05）.
23. ↑  .   [2019-01-06]. （原始内容存档于2015-06-29）.
24. ↑  .   [2019-01-06]. （原始内容存档于2016-03-05）.
25. ↑  .   [2019-01-06]. （原始内容存档于2016-03-05）.
26. ↑  .   [2019-01-06]. （原始内容存档于2016-03-05）.
27. ↑  .   [2019-01-06]. （原始内容存档于2015-06-29）.
28. ↑  .   [2019-01-06]. （原始内容存档于2015-06-29）.
29. ↑  .   [2019-01-06]. （原始内容存档于2015-06-29）.
30. ↑  .   [2019-01-06]. （原始内容存档于2016-03-05）.
31. ↑  .   [2019-01-06]. （原始内容存档于2016-03-05）.
32. ↑  .   [2019-01-06]. （原始内容存档于2015-06-29）.
33. ↑  .   [2019-01-06]. （原始内容存档于2016-03-05）.
34. ↑  .   [2019-01-06]. （原始内容存档于2016-03-05）.
35. ↑  .   [2019-01-06]. （原始内容存档于2016-03-05）.
36. ↑  .   [2019-01-06]. （原始内容存档于2016-03-05）.
37. ↑  平成4年
38. ↑  平成5年
39. ↑  平成6年
40. ↑  平成7年
41. ↑  平成8年
42. ↑  .   [2019-01-06]. （原始内容存档于2016-03-04）.
43. ↑  平成10年PDF
44. ↑  平成11年PDF
45. ↑  .   [2019-01-06]. （原始内容存档于2016-03-04）.
46. ↑  .   [2019-01-06]. （原始内容存档于2016-03-04）.
47. ↑  .   [2019-01-06]. （原始内容存档于2017-07-29）.
48. ↑  .   [2019-01-06]. （原始内容存档于2017-07-29）.
49. ↑  .   [2019-01-06]. （原始内容存档于2017-07-29）.
50. ↑  .   [2019-01-06]. （原始内容存档于2017-07-29）.
51. ↑  .   [2019-01-06]. （原始内容存档于2017-07-29）.
52. ↑  .   [2019-01-06]. （原始内容存档于2017-07-29）.
53. ↑  .   [2019-01-06]. （原始内容存档于2017-07-29）.
54. ↑  .   [2019-01-06]. （原始内容存档于2016-03-26）.
55. ↑  .   [2019-01-06]. （原始内容存档于2016-03-27）.
56. ↑  .   [2019-01-06]. （原始内容存档于2016-03-25）.
57. ↑  .   [2019-01-06]. （原始内容存档于2016-03-27）.
58. ↑  .   [2019-01-06]. （原始内容存档于2016-03-22）.
59. ↑  .   [2019-01-06]. （原始内容存档于2017-07-30）.
60. ↑  .   [2019-01-06]. （原始内容存档于2018-11-09）.
61. ↑  .   [2019-01-06]. （原始内容存档于2019-05-02）.

## 外部連結
- 本鄉三丁目/M21 | 路線・車站資訊 | 東京地下鐵
- 本鄉三丁目 - 東京都交通局